# Реципієнт (масова комунікація)
Реципієнт масової комунікації виступає об'єктом комунікації, який залишається для комунікатора анонімним.
Дослідження реципієнтів комунікації є дуже поширеними у соціології масових комунікацій, оскільки дають змогу зрозуміти, як медіа-контент впливає на аудиторію, якими є мотиви глядачів/слухачів тощо.
Наразі існує низка теорій, які по-різному намагаються відповісти на це запитання.

## Функціоналізм
Функціоналістський підхід у дослідженнях масової комунікації спирається на концепцію «користі та задоволення». Дана концепція полягає в тому, що люди мають певні потреби, які вони задовольняють через медійні ресурси та не медійні ресурси. Більш того, теорія «користі та задоволення» базується на наступних припущеннях:
1. Реципієнт перебуває у активному процесі взаємодії з медіа-контентом, який споживає. Медіа як ресурс задоволення потреб індивіда.
2. Медіа «змагається» за увагу та чільне місце у задоволенні потреб індивіда.
3. Люди усвідомлюють свої власні потреби і можуть їх досить чітко сформулювати та вербалізувати. Тут у пригоді стають дослідження аудиторії та відповіді реципієнтів вважаються достатньо валідними, щоб судити про мотиви до споживання того чи іншого медіа-контенту.
В рамках даної теорії деякі дослідники виділяють наступні мотиви реципієнтів до споживання медійного контенту:
1. пізнання
2. відпочинок (відволікання)
3. соціальна інтеграція
4. абстрагування (відхід)
Під пізнанням мається на увазі потреба у новій інформації та знаннях. Зокрема даний мотив можна поділити на два типи. Перший тип — це отримання інформації, для того, щоб бути обізнаним у поточній ситуації (тобто подіях, які відбувається в даний момент часу). Другий тип — це бажання знати про певні речі загалом або ж просто задоволення цікавості та допитливості.
Мотивація спрямована на відпочинок може приймати різні форми. Зокрема найпоширенішими є: уникнення рутинних занять та нудьги, релаксування, яке допомагає відійти від проблем, а також звільнення придушених емоцій та енергії.
Соціальна інтеграція в свою чергу означає посилення та зміцнення зв'язків із суспільством як загалом, так і з друзями та родичами зокрема. Так, наприклад, медіа можуть створювати підґрунтя для спілкування між індивідами, задавати теми спілкування тощо. Також деякі індивіди використовують медіа для того, щоб уникнути самотності. В деяких випадках реципієнти медіа заходять так далеко, що розвивають певне відчуття спорідненості чи дружби із медіа героями. Такий тип відносин часто називають парасоціальними.
Що ж до абстрагування, то деякі індивіди використовують медіа для того, щоб створити бар'єри між собою та іншими індивідами чи заняттями. Ще одним способом використання медіа в контексті даного мотиву є створення буферної зони між індивідом та суспільством.
Загалом, підсумовуючи різних авторів (Катц, Блумер, Гуревич, Хаас), різні медіа задовольняють наступні потреби:
— поглиблення знання і розуміння самого себе<
— збільшення позитивного сприйняття себе
— підвищення свого статусу, самооцінки в суспільстві
— редукція психічної напруги, ескапізм, уникнення самотності
— поглиблення контактів з родиною, інтеграція
— збільшення кола знайомств, друзів та їх розуміння
— поглиблення контактові з друзями
— розширення знання про суспільство, державу та світ
— поглиблення зв'язку із суспільством
— зростання відчуття і розуміння народної культури
— реалізація культурних цінностей і народних традицій
— розширення знання і розуміння інших людей
— збільшення задоволення від контактів з іншими
Попри різні мотивації індивідів існує ряд факторів, котрі теж можуть повпливати на споживання медіа. Зокрема МакКвайл розділяє їх на два типи: побічні фактори індивідів та побічні фактори медіа. До першого типу він відносить такі:
1. Особисті атрибути: вік, стать, сімейний стан, дохід.
2. Соціальне походження: соціальний клас, освітній рівень, релігійне, культурне, політичне та сімейне середовище. Загалом даний фактор можна вважати тим, що Бурдьє називає поняттям «культурний капітал», тобто певні вивчені культуральні зразки, які передаються через покоління шляхом класової та освітньої системи, а також сім'ї.
3. Потреби, що пов'язані із потребами, які в свою чергу є своєрідним балансом між обставинами та особистими причинами.
4. Особисті преференції та смаки щодо певних жанрів, форматів та специфіки контенту.
5. Загальні звички використання медіа: бути в певному місці в певний час для того, щоб мати можливість споживати медіа.
6. Обізнаність у можливостях вибору медіа, а також формату та кількості інформації.
7. Специфічний контекст використання: чи отриманий контент буде використовуватися лише індивідом чи кимось іще, а також з якою ціллю і де (вдома, на роботі, в подорожі тощо).
8. Шанс, який часто відіграє роль в інтервенції медіа, яка зменшує можливість пояснити справжній вибір медіа та структуру аудиторії.
Що до побічних факторів медіа, то вони полягають у наступному:
1. Система медіа: преференції та вибір споживачів часто зазнають впливу з боку структури (національних) медіа-систем та їх характеристик (досяжність, кількість та тип доступних медіа), а також специфічних характеристик окремих медіа.
2. Структура подання: загальні зразки того, що медіа транслює в даному суспільстві, а також довгостроковий влив контенту на очікування аудиторії.
3. Доступний контент: певні формати та жанри, котрі пропонуються в певному місці в певний час.
4. Пропаганда в медіа: включає в себе рекламу та пропагування як певного продукту, так і себе як медіа.
5. Час та презентація: включає в себе стратегії складання розкладів, часового розташування, дизайну контенту та медіа-повідомлення, беручи до уваги різні тактики залучення користувачів.

### Критика концепції
- індивідуалізм та ігнорування соціального контексту
- недостатня увага до медіа-контенту та його розуміння реципієнтом
- медіа не завжди функціональні[5]

## Оцінка та вимірювання наслідків впливу медіа на реципієнтів
Існує 4 основних типи наслідків, які досліджують при впливі медіа на аудиторії. Зокрема, це:
1. «Поведінкові наслідки — це той тип ефектів впливу ЗМІ, про який більшість людей згадує перш за все. Людина робить певні дії, наприклад, проявляє насильство, купує якийсь товар, голосує на виборах або сміється над комедійним епізодом, після того як вона бачить, що хтось веде себе аналогічним чином. Цим наслідкам надають особливого значення прихильники теорії соціального навчання (Bandura, 1977; Tan, 1986). Хоча в концептуальному відношенні поведінка може являти собою найзриміший тип наслідків, її часто буває дуже важко виміряти; ще складніше з усією визначеністю показати, що її причиною є вплив ЗМІ. Наприклад, ми можемо знати, що якийсь чоловік подивився певний рекламний ролик, і перевірити, чи купив він рекламований товар, але дуже складно продемонструвати, що він купив цей товар тому, що побачив рекламу, а не з якихось інших стороннім причин».
2. "Установчі наслідки — це той клас наслідків впливу ЗМІ, який пов'язаний з установками людей. Наприклад, подивившись рекламу, людина може стати кращої думки про якийсь товар чи політичного кандидата; призведе ця установка до фактичної купівлі або конкретних дій під час голосування, вже інше питання. Наприклад, американці та японці, подивившись фільм «Роджер і я», демонстрували більш негативне ставлення до компанії «Дженерал моторс» і американському бізнесу в цілому (Baterman, Sakano & Fujita , 1992), але це не позначилося помітним чином на покупці ними автомобілів.
3. "Когнітивні наслідки — клас наслідків, який зачіпає когнітивні ефекти (тобто такі наслідки, які змінюють наші знання та мислення). Найяскравішим прикладом тут є засвоєння нової інформації зі ЗМІ (наприклад, відомостей про шимпанзе, отриманих зі статті в журналі National Geographic). Існують й інші, більш завуальовані, когнітивні ефекти. Наприклад, ЗМІ «нав'язують порядок денний» дуже простим способом: віддаючи перевагу одним подіям перед іншими при висвітленні новин. Приділяючи попереднім президентським виборам набагато більше уваги, ніж складним, але абстрактним питанням, таким як заборгованість країн третього світу або перехід від виробництва власної сільгосппродукції до її імпорту, ЗМІ вселяють нам, що дрібні політичні деталі всіх цих попередніх виборів дуже важливі, а інші питання менш значущі. Хоча когнітивні наслідки найчастіше за все оцінюють за допомогою аналізу отриманої інформації, використовуються й інші методи. Наприклад, те, наскільки уважно людина дивиться телевізор, можна визначити, оцінивши час, протягом якого очі прикуті до екрану (EOS; Anderson, 1985; Anderson & Burns, 1991; Anderson & Field, 1991; Thorson, 1994). Інтенсивність необхідних когнітивних зусиль можна оцінити непрямим чином, вимірявши час, необхідний для запам'ятовування якоїсь інформації і відгуку на неї (Cameron & Frieske, I994) або для вчинення якихось вторинних дій (Basil, 1994).
4. "Фізіологічні наслідки — клас ефектів мас-медіа, які, ймовірно, вимірюють найменш часто, але яким починають приділяти все більшу увагу, — це фізіологічні зміни в нашому організмі, викликані впливом ЗМІ. Наприклад, сексуальне збудження під впливом перегляду порнографії можна оцінити, вимірявши частоту серцебиття, електрохімічні характеристики шкіри тощо (Malamuth & Check, 1980). Перегляд фільму жахів або захоплюючого спортивного матчу викликає такі фізичні зміни, як почастішання дихання і серцебиття. Навіть такий буденний матеріал, як телевізійна реклама, може призвести до змін в частоті серцебиття й орієнтовному рефлексі (A. Lang, 1990, 1994 b), реакцій шкірних покривів (Hopkins & Fletcher, 1994) і блокування альфа- хвиль, що випускаються мозком (Reeves et al., 1985). Огляд впливу перегляду телепередач на фізіологічне збудження можна знайти у Ціллманна (Zillmann , 1991)

### Альтернативні ефекти впливу
Вільямс у своїй книзі «Телеманія: хвороба чи страх?» аналізує вплив телебачення на життя громадян і виділяє низку інших ефектів впливу. Зокрема, деякі з них:
Ефект «виховання»
Емоційне сприйняття ТВ-програм закладається ще в дитинстві. Первісна міфологія визначає все наступне сприйняття телевізійного контенту. Якщо когось годували в дитинстві під включений телевізор, то для нього телебачення так і залишиться фоном для насильницького поїдання їжі. Умовні рефлекси виробляються дуже швидко, і якщо людина снідає, обідає і вечеряє під телевізор, то її організм дуже швидко зв'яже перегляд телепередач із споживанням їжі. Вона будете хотіти їсти незалежно від того, голодна вона чи ні, причому їй буде дуже складно контролювати своє насичення, кількість і якість з'їденого. Нова тема в психології телебачення: «ТБ і обжерливість».
'«Ефект Ореола»
Даний ефект полягає в тому, що люди, які досягли певного рівня популярності, стають для суспільства абсолютними телевізійними авторитетами. І, відповідно, щоб вони не сказали, щоб вони не зробили, все це буде викликати безумовний інтерес і захоплення у публіки.
Ефект «шлюбного звикання»
Телевізор як член родини. Вільямс зазначає, що за ввімкнений телевізор став вже доброю традицією у багатьох домівках, навіть якщо його не дивиться, таким собі фоном у домі. Зокрема, під час телефонних опитувань такі фонові глядачі прямо відповідають, що, хоча телевізор ввімкнений, але що саме по ньому показують, вони не знають.
Ефект «Забороненого плоду»
Автор вважає, що численні сучасні заклики вимкнути телевізор, усі розповіді про те, як негативно телебачення впливає на життя людини, а також численні альтернативні варіанти більш корисного проведення часу не є дієвими. Адже, на думку Вільямса, спрацьовує ефект «забороненого плоду» і це лише стимулює інтерес частини аудиторії до перегляду телевізору.
Ефект «намоленої ікони»
Даний ефект полягає у сакралізації та обожнюванні телевізора. Всі, кого показували по телебаченню, обожнюються і вихваляються. Автор, наводить приклади радянської історії, коли диктори вважались найкрасивішими та найрозумнішими, зірки були поза критикою і підозр як якісь ідеальні люди та сакральні істоти. Звідти, на думку автора, і пішла зв'язка «ідеальні люди в телевізорі».
«Ефект подовження життя»
«Пережита разом з героями фільму або серіалу життя зовсім незнайомих людей може здатися привабливіше і веселіше своєї власної. У кіно події змінюються одне іншим, герої швидко переміщаються, одружуються-розводяться-народжують дітей. Здається, що телевізійний час сконцентровано. І ми отримуємо цей концентрат безкоштовно».
«Ефект посилення статі»
На думку Вільямса, глядачі не дуже впевнені в собі, а телебачення нібито говорить: «Так! Давай! Ти крутий! Ми знаємо, що ти — зірка!» Щось на кшталт цього. Але людині, глядачу, не вдається відмовитися від своєї статі. Тому, на думку автора, всяка жінка мріє бути супер-жінкою, а не просто Над-людиною. А чоловік — суперменом.
«Ефект тиску значимої групи»
"Телебачення — спосіб підтримати свою соціальну мережу. Важко знайти більшу незручність більшу, ніж, коли з тобою хочуть обговорити якусь програму, а хтось її не бачив. Але в результаті виникає почуття нібито випав з соціуму.
«Ефект посилення інтелекту»
«З появою і розвитком телебачення людство значно розширило кругозір і зміцнило свої пізнавальні можливості — пам'ять, увагу, мислення. Колись експериментально було доведено, що обсяг короткочасної пам'яті людини дорівнює магічному числу 7 +2 , тобто від 5 до 9 одиниць інформації. Тепер, в телевізійну еру стало очевидно, що навіть літні люди запам'ятовують десятки імен персонажів, пам'ятають їх біографії, пам'ятають акторів, які грають в серіалах, режисерів, які їх знімають».
«Ефект нав'язування сценаріїв та стереотипів»
«Суперечки про поганий вплив телебачення знаходяться навколо небезпечних зразків поведінки, які глядач засвоює, переглядаючи кримінальні хроніки, скандальні ток-шоу, відверті випуски новин, а також бойовики і мультфільми. Але з однаковим успіхом засвоюються не тільки погані, але і хороші моделі поведінки. Працює механізм ідентифікації з героями програм. Якщо глядач відчуває подібність, він з внутрішнім ентузіазмом „проживає“ з таким персонажем його життя, і потім може наслідувати його в реальності, причому іноді сам того не підозрюючи».
«Ефект транквілізації, заспокоєння»
«Ефект, який закладений в телебаченні. Більшість телевізійних проектів побудовані на тому, щоб публіку заінтригувати з самого початку, змусити стежити за розвитком подій, створити ілюзію участі самого глядача, дозволити йому до певної міри керувати вчинками героїв. При цьому кожен раз, коли глядач починає звикати, розслаблятися, на екрані відбувається щось несподіване і глядач знову на гачку вже нової інтриги».
«Ефект пересичення»
«Соціологічні служби фіксують стійке падіння рейтингів телевізійних каналів. Чому телевізор стали менше дивитися? Чого хоче глядач, вже досить розгодований і примхливий, не скаже з упевненістю жоден продюсер, жоден телевізійний аналітик. Чому дорослі жінки дивляться молодіжні реаліті-шоу, футбол, а молоді чоловіки стали дивитися мексиканські серіали».
«Ефект порушення монотонності життя»
Даний ефект полягає в тому, що проблемні персонажі (показані в теле-передачах) створюють додаткову мотивацію до життя глядачів. Коли порушується нормальний стан речей, норми та стандарти в уявленні глядачів, то людина починає обурюватися, плакати, скаржитися, тобто збуджуватися і, відповідно, відхилятися від стану абсолютного спокою. Таким чином, на думку автора, телебачення і створює постійний потік нових стимуляцій для тих глядачів, яким не вистачає стимулів та емоцій у власному житті. Це дає змогу обивателю про щось думати, тривожитися, сміятися. Автор посилається на дослідження, за результатами яких люди, які мають інтенсивне внутрішнє життя (наприклад, закохані) не дивляться телевізор. 

### Психологічний підхід
Більш психологічний підхід до мотивації споживання медіа було запропоновано в 1974 Макгваєром (McGuire). Базуючись на загальній теорії людських потреб ним було виділено когнітивні та афективні мотиви, в основі яких лежать відповідні потреби. Проте пізніше він додає ще три виміри мотивів. Зокрема активне чи пасивне сприйняття, внутрішні чи зовнішні орієнтації на цілі, а також орієнтації на зміни чи на стабільність. Таким чином, якщо співвіднести всі фактори і розглядати мотив, враховуючи всі чотири виміри, то можна виділити 16 типів мотивації до споживання медіа. Так, наприклад, людина може дивитися драми по телевізору для того, щоб віднайти для себе певні моделі та зразки поведінки. Даний мотив можна розглядати як когнітивний, активний, внутрішній по відношенню до особи і орієнтований радше на зміну та зростання, ніж на стабільність. Проте теорія Макгваєра також має свої недоліки, які полягають у тому, що споживач медіа зазвичай не є свідомим у власних мотивах, виражених у подібних термінах.

### Теорія когнітивного дисонансу Леона Фестінгера
Фестінгер звертає увагу на деякі цікаві ефекти впливу медіа на громадську думку та на сприйняття глядачів/слухачів. На думку автора, досить рідко медіа повідомлення саме по собі може різко вплинути на позицію реципієнта інформації та призведе до кардинальної зміни думки. Частіше та більш ймовірно медіа повідомлення здатне посіяти сумнів у голові глядача з приводу його позиції, змусить його подумати та зважити її ще раз. Таким чином, більш ймовірно, що медіа повідомлення буде більш ефективним, якщо стосується контенту з приводу якого люди не мали дискусії та не мають чіткої визначеної позиції, ніж з приводу контенту щодо якого у реципієнта вже є чітка думка. Це відбувається через феномен, досліджений Фестінгером — когнітивний дисонанс — певний конфлікт між інтерналізованими установками і зовнішньо нав'язаними, що веде до ігнорування «неприйнятних джерел інформації та створення „додаткових“ умов сприяння.

### Когнітивна (конструктивістська) теорія
Важливим принципом когнітивної теорії є твердження, що обробка інформації носить конструктивний характер, тобто реципієнти не просто кодують і відтворюють інформацію, яку вони прочитали або почули в медіа. Натомість вони засвоюють дану інформацію, інтерпретуючи її відповідно до вже наявних у них знань, досвідів і уявлень, а також контексту, в якому було отримано те чи інше повідомлення. У процесі засвоєння інформації та будь-якого її наступного пригадування беруть участь так звані „схеми“ (Brewer & Nakamura , 1984 ; Rumelhart , 1980 ; Thorndyke , 1984). Поняття „схема“ пов'язане зі структурою знань або загальними рамками, які впорядковують спогади індивідуума про людей і події. Схема — це такий конструкт, який обробляє інформацію незалежно від її модальності (візуальну і кінетичну, вербальну і невербальну). Індивід постійно користується подібними ментальним схемами, що основані на його попередньому досвіді. Одним з наслідків цього, що впливають на подальшу обробку інформації, є те, що індивідуум, швидше за все, вийде за межі фактично представленої інформації і зробить такі умовиводи щодо людей, ситуації, подій та процесів, які добре узгоджуються із вже раніше сформованими схемами (Graesser & Bower , 1990 ; Harris , 1981 ; Rojahn & Pettigrew , 1992 ; M. Singer , 1984). Наприклад, як зазначає Харріс, людина, яка має дуже негативу схему відносно американців мексиканського походження, може відреагувати на новий телефільм, який було знято в населеній латиноамериканцями східній частині Лос-Анджелеса, зовсім інакше, ніж людина, яка не має таких стереотипів та упереджень. Схеми є також дуже залежними від культурного контексту. Схема, яку можуть використовувати представники тієї чи іншої культури, здатна привести до того, що вони стануть інтерпретувати якусь історію в зовсім іншому ключі, ніж представники іншої культури (Harris, Schoen & Hensley, 1992; Lasisi & Onyehalu, 1992). Відтак, культурні відмінності повинні обов'язково враховуватися творцями телепрограм, розрахованих на міжнародну аудиторію.
Активізація схеми у свідомості людини може бути викликана якоюсь особистою інформацією, що міститься в програмі або статті. Її можуть також спровокувати певні прийоми, які використовуються в медіа, наприклад флешбек, монтаж або повтори якихось епізодів в теле- або кінофільмі. Маленькі діти не розуміють цих умовностей і будуть інтерпретувати їх буквально.

### Теорія культивування
Цей підхід досліджує багаторазову та довгострокову дію медіа. Основне твердження: протягом тривалого часу медіа поступово змінює реципієнтів, їх уявлення про світ і соціальну реальність. Спочатку цей підхід був розроблений Джорджем Гербнером і його колегами в рамках Проекту дослідження культурних ознак, що здійснювався в Пенсильванському університеті.

Одним з основних конструктивних положень теорії культивування є уніфікація та мейнстрімінг, табто направлення різнорідних поглядів людей на соціальну реальність в одне єдине русло. Очевидно, що ця уніфікація здійснюється за допомогою процесу конструювання, коли реципієнти медіа дізнаються „факти“ про реальний світ, спостерігаючи той світ, що створений на телеекрані. Потім на підставі цієї збереженої інформації реципієнти формують свої уявлення про реальний світ. Як наслідок, коли цей сконструйований світ і реальний світ добре узгоджуються один з одним, то має місце таке явище, як резонанс і ефект культивування стає еше більш помітним.
Якщо говорити про методологію, то в дослідженнях культивування зазвичай порівнюють між собою завзятих і незавзятих глядачів, використовуючи кореляційні методи. Як правило, дослідники виявляють, що світ в уявленні завзятих глядачів більше нагадує світ, який вони побачили в медіа. Серед же тих, хто рідко дивиться телевізор, навпаки відзначається різноманітність думок; це дозволяє припустити, що перегляд великої кількості телепередач сприяє усреднению поглядів. Уніфікація повертає людей, що відхиляються в ту або іншу сторону, в якесь середнє положення.

Соціальна реальність, культивована допомогою уніфікації, приймає дуже різні форми, зокрема впливає на уявлення про гендерні ролі, політичні установки, ставлення до науки і вчених, погляди і звички, що стосуються здоров'я, вибір життєвого шляху підлітками, а також погляди літніх людей і представників меншин. Теорія культивування використовується також стосовно до різних культур.

### ЗМІ та насилля
Чимало дискусій точиться з приводу впливу насилля у ЗМІ на глядачів. На даний момент вже проведено низку досліджень з цієї тематики. Зокрема, Кантор, на роботах якого засновано чимало сучасних досліджень, писав про реакцію глядачів на насильство: „Короткочасні реакції страху…абсолютно типові, і у значної частки дорослих і дітей спостерігаються стійкі й інтенсивні емоційні розлади, а у тонкого прошарку особливо чутливих людей різного віку спостерігаються сильні розлади, що ослаблюють їх психічні реакції“. Для того, щоб уявити собі певну уявну реальність насильства на ТБ, звернемося до того, як дитина в різному віці сприймає фільми і телепередачі, жорстокість і насильство в них (див., наприклад: Cartoon & Sparks, 1984; Gunter , 1985 ; Sparks , 1986 ; Van der Voort, 1986). Малюкові здається, що, коли когось вбивають у фільмі чи теле-передачі, вмирає не актор на екрані, а справжній чоловік. Для дитини, на думку дослідників, реальність телевізійної смерті і смерті в дійсності є ідентичною. Таким чином, сильні нервові розлади можуть трапитись у тих дітей, які вірять у реальність насильства на екрані, а діти, які розуміють умовність акторської гри, не настільки чутливі і менше переживають за теле- та кіногероїв. Також відзначають, що саме новини і документальні фільми є, як не дивно, найскладнішими для дитячого сприйняття формами телевізійної жорстокості, тому що ця жорстокість є реальною, а не награною.
Важливим аспектом впливу насилля у медіа є вплив на підлітків. Зокрема дослідження (Brown, Witherspoon, 2002) показує, що перегляд насильства по телебаченню, збільшує ймовірність того, що глядачі будуть боятися, і як наслідок будуть менш чутливими до реального насильства. Внаслідок частого зображення пених місць пов'язаних із насиллям (наприклад, темних перевулків) або окремих типів людей (наприклад, чорношкірих чоловіків) у підлітків можуть розвиватися довгострокові побоювання щодо них.
В цілому, як підтверджують наукові дослідження, найсильніший ефект моделювання насильства у тих людей, які від природи більш жорстокі та схильні до насильства (Heller & Polsky, 1975 ; Parke et al., 1977). Хоча експериментально ця гіпотеза не завжди підтверджується однозначно (наприклад, див Huesmann, Eron, Lefkowitz & Walder, 1984). На жаль, експерименти і дослідження, що стосуються насильства і схильності до нього, найчастіше використовувалися, щоб довести мінімальний загальний ефект впливу ЗМІ на суспільство. Як вже зазначалося, ефект моделювання, що спрацьовує у самого незначного відсотка населення, дає привід для серйозної тривоги».
Також виділяються наступні концепції агресії у медіа-контенті:
— «катарсис»
(огляд сцен насилля може в певній мірі «розвантажувати» реципієнтів масової комунікації і зменшити рівень їхньої агресії);
— «моделювання»
(огляд сцен агресії може виконувати повчальну функцію, надає приклад агресивної поведінки та взагалі робить агресію допустимою)
— «розгальмування»
(за цією концепцією споглядання агресії у медіа веде до розблокування та розгальмування ворожості, зняття обмежень супер-его)
— «загальна стимуляція»
(огляд сцен агресії веде до збільшення психічної напруги і це, в свою чергу, спонукає до агресивних та жорстоких дій)

#### Сенсибілізація
Частина дослідників звертає увагу на ефект сенсибілізації — певний зворотній моделюючий ефект, який полягає у підвищенні чутливості до насилля. Він може виникати, коли глядачі настільки сильно реагують на акти насильства на екрані і у їхній уяві створюється настільки неприваблива картина, що дуже мало ймовірно те, що у своїй поведінці глядачі будуть наслідувати поведінку агресивних та жорстоких телевізійних персонажів. Ефект сенсибілізації виникає у відповідь на відверті жорстокі епізоди і криваві розправи телегероїв. «Тенденція, протилежна схильності до насильства, може виникати в результаті збудження тривоги і/або збудження співчуття до жертви насильства. Так, психологи Тамборін, Стіфф і Хей- дель (Tamborini, Stiff & Heidel, 1990), скориставшись анкетними і фізіологічними даними учасників опитувань, визначили тип людей, у яких виникає ефект сенсибілізації. Глядачі, які не виносять перегляду сцен насильства, відрізняються високим рівнем емпатії і блукаючого уяви, схильні до невротичної сплутаності, гуманістично орієнтовані і відрізняються емоційною сприйнятливістю. Відповідно, ці люди легко можуть уявити себе жертвами насильства і побічно відчувають ті ж негативні емоції, що й герой фільму. У людей інших типів чутливість після спостереження епізодів з насильством теж підвищується, але вони з більшою ймовірністю будуть отримувати задоволення від видовищ насильства, бо не будуть відчувати сильних негативних емоцій».

#### Десенсибілізація
Дещо інший підхід щодо насилля в медіа було розроблено дослідниками Вілсоном, Кантором і їх колегами. У своєму дослідженні вони брали за основу формування умовних рефлексів, а також використовували техніку систематичної десесибілізації. Це було потрібно для того, щоб знизити реакції страху у дітей на передачі та фільми, які могли б їх злякати (В. J. Wilson , 1987 , 1989 ; В. J. Wilson & Cantor , 1987 ; В. J. Wilson, Hoffher & Cantor , 1987). Наприклад, перш ніж подивитися страшний фільм, де було зображено ящірок, з дітьми у віці 5-10 років проводився експеримент, який полягав у: а) діти перед переглядом бачили живу ящірку; б) спостерігали, як експериментатор торкався до живої ящірки і в) не бачили живої ящірки. Таким чином, дослідники отримали такі результати: найсильніше зниження негативних емоційних реакцій та інтерпретацій відбувалося в групі, де експериментатор торкався до ящірки (В. J. Wilson , 1989).
Як зазначає Р. Харріс: «Успіхи Хюсмана, Уїлсона та їхніх колег в ослабленні ефекту телевізійного насильства за допомогою тренінгу вселяють надію, хоча б з тієї причини, що їх робота показала: антисоціальне навчання може бути змінено за допомогою нового навчання». Сучасні дослідження насилля в медіа також доводять правдивість результатів, отриманих Хюсманом та Уілслном. Зокрема Дослідження Браун та Уізерспун, яке стосувалося впливу медіа на підлітків у США. Вони зазначають, що сьогодні медіа намагаються не показувати насилля великим планом, як наслідок цього відбувається протилежний до сенсибілізації процес — десенсибілізація. Використання гумору у сценах насильства і відсутності зображення болю або фізичної шкоди жертвам насильства впливають на те, що насильство не є серйозним актом, а відтак, це зменшує готовність надати іншим допомогу в реальному житті під час насильства. Формування неправильного сприйняття: насильство є відносно не ризикованим способом вирішення конфліктів в небезпечному світі. (Brown, Witherspoon).

## Типи комунікаційної політики медіа відносно реципієнтів
1) патерналізм — комунікатор вражає себе провідником і вихователем мас;
2) спеціалізована політика — різні повідомлення для різних категорій реципієнтів (в тому числі створення соціологічних служб при окремих ЗМІ);
3) професійна політика — різні повідомлення та медіа для різних професійних груп;
4) ритуальна — характер повідомлень залежить від періоду життя реципієнтів (будні, святкові дні.

## Перехід від масової аудиторії до інтерактивних реципієнтів
Якщо переглянути теорії дослідження аудиторії та реципієнтів, то варто звернути особливу увагу та детальніше розглянути явище, яке було унікальним для двадцятого століття у промислово розвинених країнах, а саме: поява, стрімке поширення і, як наслідок цього, домінування масового телевізійного мовлення. З поширенням даного феномену відбулися перетворенні і в реципієнтах медіа, тобто із масовим поширенням телебачення виникла масова аудиторія.
Все більшого розвитку набуває сегмент інтерактивної аудиторії у традиційних засобах масової інформації та комунікації. Відтак, збільшення частки таких реципієнтів комунікації спричиняє відповідні зміни в дизайні та розробці самих медіа, а також у їхньому використанні. Таким чином, як зазначає С. Лівінгстон, це веде до змін медіа середовищі загалом, а інтерактивні медіа стають із досі маргіналізованих основними, тобто перетворюються із маргінальних тенденцій на мейнстрімінгові. Тепер для реципієнтів (як користувачів) стають характерними такі риси, як селективність, спрямованість на себе, самокерованість, вони стають так в однаковій мірі і споживачами і створювачами контенту. Також набувають розвитку такі тенденції є багатоманіття, плюралізм та фрагментарність. Хоча Нойман (1991 : 166) критично ставить до даних тенденцій і піддає сумніву твердження проте, що поширення нових комунікаційних каналів призведе до фрагментації масової аудиторії"

## Основні виміри аудиторії
1. Рівень активності чи пасивності
2. Рівень активності та взаємозамінності
3. Розміри і тривалість
4. Просторове розміщення
5. Груповий характер (соціальна чи культурна ідентичність)
6. Одночасність контакту з джерелом
7. Неоднорідність складу
8. Соціальні зв'язки між реципієнтом та відправником
9. Повідомлення проти соціального біхевіорального визначення ситуації
10. Рівень гаданої «соціальної присутності»
11. Колективність контексту використання
Розенгрен запропонував чотирьохступеневу «типологію телезв'язків», в основі якої лежить два основні вимірі аудиторії та медіа. Перший тип — це взаємодія. Тобто у реципієнта формується відчуття того, що він діє разом із акторами на екрані. Другий тип — ідентифікація. Вона полягає у тому, що реципієнт певною мірою може ототожнювати та порівнювати себе із постаттю, котра фігурує в медіа. Третій тип — захоплення. Розенгрен визначає його як пристрасть. При чому в даному випадку варто відмітити, що цей тип поєднує в собі два попередніх. Тобто коли реципієнт має одночасно високий рівень ідентифікації та високий рівень взаємодії. Четвертий тип — віджудження. Він в свою чергу є певним антиподом захопленню. Зокрема у даному випадку реципієнт має низький рівень взаємодії та низький рівень захоплення.

## Характеристики новітніх медіа по відношенню до реципієнта (в порівняні з першими часописами)
1. реципієнти менше висловлюють свою опінію в медіа, а більше споживають готовий продукт;
2. медіа менше зусиль приділяють формуванню громадської думки щодо важливих суспільних проблем; не транслюють громадську думку мас, а лише елітну точку зору;
3. реципієнт не може протиставити свою позицію позиції медіа;
4. створення циклу точка зору еліти → масова громадська думка → контрольовані масові дії;
5. маси не є незалежними від державних інституцій.
Медіа-система схожа на монарха-абсолютиста (тобто є джерелом єдино правильної точки зору).
Деформація свідомості аудиторії здійснюється за допомогою:
1) якості змісту, доступного навіть для найневибагливішої частини аудиторії;
2) намагання за будь-яку ціну продати себе;
3) гомогенізації змісту: однотипної інформації по всіх медійних каналах.
Сучасна модель: плюралістичне суспільство — публічність поділена за спільними інтересами на групи, які не контактують.
Референтні групи для комунікатора:
1) конкуренти-журналісти;
2) експерти у тій сфері, щодо якої відбувається комунікація;
3) та частина публічності, яка зацікавлена проблематикою повідомлення;
4) загальна публічність.